# تاكوما ميزوتاني
تاكوما ميزوتاني (باليابانية: 水谷 拓磨) (24 أبريل 1996 في شيزوكا في اليابان – )؛ هو لاعب كرة قدم ياباني سابق كان يلعب كلاعب وسط.

## وصلات خارجية
- تاكوما ميزوتاني على موقع الاتحاد الدولي (مؤرشف)  (الإنجليزية)
- تاكوما ميزوتاني على موقع رابطة كرة القدم اليابانية للمحترفين (اليابانية)
- تاكوما ميزوتاني على موقع قاعدة بيانات كرة القدم.إي يو (الإنجليزية)
- تاكوما ميزوتاني على موقع Soccerway.com (الإنجليزية)
- تاكوما ميزوتاني على موقع عالم كرة القدم.نت (الإنجليزية)